# Anotia pellucida
Anotia pellucida är en insektsart som beskrevs av Fowler 1904. Anotia pellucida ingår i släktet Anotia och familjen Derbidae. Inga underarter finns listade i Catalogue of Life.